# Všepravoslavný koncil
Všepravoslavný koncil (řec. Πανορθόδοξη Σύνοδος, angl. Pan-Orthodox Council), oficiálně Svatý a velký koncil pravoslavné církve, je synod pravoslavných hodnostářů, který se uskutečnil na Krétě ve dnech 20. – 26. června 2016. Pozvány byly všechny autokefální pravoslavné církve, ze 14 se jich však účastnilo jen 10, nejdůležitější z nepřítomných byla ruská pravoslavná církev.
Jedná se o první celosvětový koncil pravoslavné církve od doby Velkého schizmatu (1054). Připravován byl od roku 1961; původně se měl konat v Istanbulu, ale nakonec byl z politických důvodů přeložen na Krétu. Oficiálně byl svolán encyklikou patriarchy Bartoloměje I. ze dne 18. března 2016.
Delegaci Pravoslavné církve v českých zemích a na Slovensku na koncilu tvořili metropolita českých zemí a Slovenska arcibiskup Rastislav (Gont), arcibiskup pražský a českých zemí Michal (Dandár), biskup šumperský Izaiáš (Slaninka), archimandrita Serafim (Šemjatovský) a diákoni Maxim (Durila) a Kyrill (Sarkissian).
Koncil přijal následující dokumenty:
- „Misie pravoslavné církve v dnešním světě“[3]
- „Tajina manželství a jeho překážky“
- „Pravoslavná diaspora“
- „Autonomie a způsob jejího vyhlášení“
- „Vztahy pravoslavné církve se zbytkem křesťanského světa“
- „Význam půstu a jeho dodržování dnes“
- „Poselství Svatého a velkého koncilu pravoslavné církve“
- „Encyklika Svatého a velkého koncilu pravoslavné církve“

S ohledem na nepřítomnost některých pravoslavných církví na koncilu je všeobecná závaznost těchto dokumentů sporná.